# 存省轩
存省轩是一处歙县文物保护单位，位于安徽省黄山市歙县北岸镇瞻淇村，建于清宣统年间。这是一座商人住宅，堂屋内下层雕有方孔的荷叶卷带，寓意“和合利市”。“存省轩”匾额由詹淦题写。